# Molophilus (Molophilus) fluviatilis
Molophilus (Molophilus) fluviatilis is een tweevleugelige uit de familie steltmuggen (Limoniidae). De soort komt voor in het Palearctisch gebied.